# Lista de ministros dos Assuntos Parlamentares de Portugal

Bandeira de ministro de Portugal.

Fernando Amaral, primeiro ministro dos Assuntos Parlamentares, como ministro adjunto do primeiro-ministro e dos Assuntos Parlamentares.

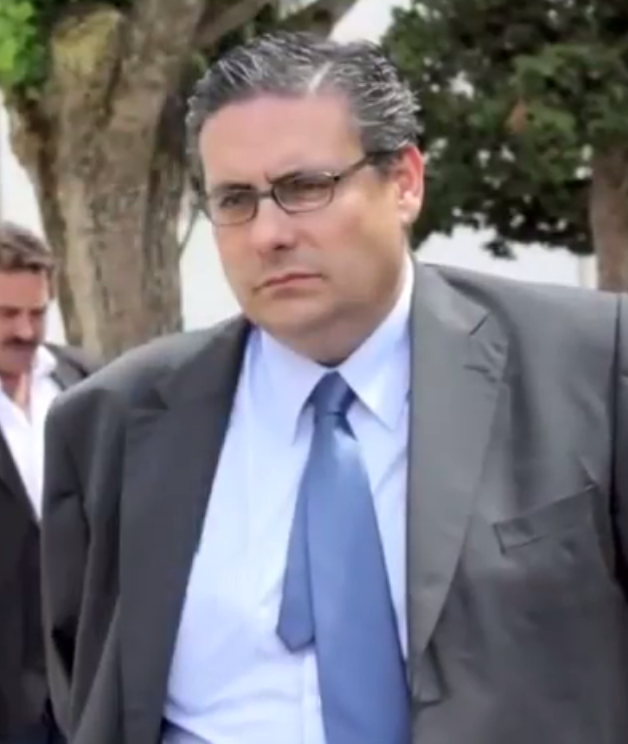
Carlos Abreu Amorim, atual ministro dos Assuntos Parlamentares.

Esta é uma lista de ministros dos Assuntos Parlamentares em Portugal, desde a criação do cargo de ministro adjunto do primeiro-ministro e dos Assuntos Parlamentares a 4 de setembro de 1981 até à atualidade.
A lista cobre o atual período democrático (1974–atualidade).

## Designação
Entre 1981 e a atualidade, o cargo de ministro dos Assuntos Parlamentares teve as seguintes designações:
- Ministro adjunto do primeiro-ministro e dos Assuntos Parlamentares — designação usada entre 4 de setembro de 1981 e 12 de junho de 1982;
- Ministro dos Assuntos Parlamentares — designação usada entre 12 de junho de 1982 e 6 de novembro de 1985;
- Ministro adjunto e para os Assuntos Parlamentares — designação usada entre 6 de novembro de 1985 e 17 de agosto de 1987;
- Ministro dos Assuntos Parlamentares — designação usada entre 17 de agosto de 1987 e 31 de outubro de 1991;
- Ministro adjunto e dos Assuntos Parlamentares — designação usada entre 31 de outubro de 1991 e 19 de março de 1992;
- Cargo inexistente — entre 19 de março de 1992 e 25 de novembro de 1997;
- Ministro dos Assuntos Parlamentares — designação usada entre 25 de novembro de 1997 e 25 de outubro de 1999;
- Cargo inexistente — entre 25 de outubro de 1999 e 6 de abril de 2002;
- Ministro dos Assuntos Parlamentares — designação usada entre 6 de abril de 2002 e 24 de novembro de 2004;
- Cargo inexistente — entre 24 de novembro de 2004 e 12 de março de 2005;
- Ministro dos Assuntos Parlamentares — designação usada entre 12 de março de 2005 e 21 de junho de 2011;
- Ministro adjunto e dos Assuntos Parlamentares — designação usada entre 21 de junho de 2011 e 13 de abril de 2013;
- Ministro da Presidência e dos Assuntos Parlamentares — designação usada entre 13 de abril de 2013 e 30 de outubro de 2015;
- Ministro dos Assuntos Parlamentares — designação usada entre 30 de outubro de 2015 e 26 de novembro de 2015;
- Cargo inexistente — entre 26 de novembro de 2015 e 30 de março de 2022, sendo a pasta encargo da Secretaria de Estado dos Assuntos Parlamentares;
- Ministra adjunta e dos Assuntos Parlamentares — designação usada entre 30 de março de 2022 e 2 de abril de 2024;
- Ministro dos Assuntos Parlamentares — designação usada desde 2 de abril de 2024.

## Numeração
São contabilizados os períodos em que o ministro esteve no cargo ininterruptamente, não contando se este serve mais do que um mandato. Ministros que sirvam em períodos distintos são, obviamente, distinguidos numericamente.

## Lista
Legenda de cores

(para partidos e correntes políticas)
| Terceira República (1974–presente)       |                                                                                       |         |                        |                        |         |                     |
| #                                        | Ministro adjunto do primeiro-ministro e dos Assuntos Parlamentares (Nascimento–Morte) | Retrato | Início do mandato      | Fim do mandato         | Governo | Governo             |
| Governos Constitucionais (1976-Presente) |                                                                                       |         |                        |                        |         |                     |
| 1                                        | Fernando Monteiro do Amaral (1925–2009)                                               |         | 4 de setembro de 1981  | 12 de junho de 1982    |         | VIII Pinto Balsemão |
| #                                        | Ministro dos Assuntos Parlamentares (Nascimento–Morte)                                | Retrato | Início do mandato      | Fim do mandato         |         | VIII Pinto Balsemão |
| 2                                        | Marcelo Nuno Duarte Rebelo de Sousa (1948–)                                           |         | 12 de junho de 1982    | 9 de junho de 1983     |         | VIII Pinto Balsemão |
| 3                                        | António de Almeida Santos (1926–2016)                                                 |         | 9 de junho de 1983     | 6 de novembro de 1985  |         | IX Soares           |
| #                                        | Ministro adjunto e para os Assuntos Parlamentares (Nascimento–Morte)                  | Retrato | Início do mandato      | Fim do mandato         | Governo | Governo             |
| 3                                        | Joaquim Fernando Nogueira (1950–)                                                     |         | 6 de novembro de 1985  | 17 de agosto de 1987   |         | X Cavaco Silva      |
| #                                        | Ministro dos Assuntos Parlamentares (Nascimento–Morte)                                | Retrato | Início do mandato      | Fim do mandato         | Governo | Governo             |
| 4                                        | António d'Orey Capucho (1945–)                                                        |         | 17 de agosto de 1987   | 24 de julho de 1989    |         | XI Cavaco Silva     |
| 5                                        | Manuel Joaquim Dias Loureiro (1951–)                                                  |         | 24 de julho de 1989    | 31 de outubro de 1991  |         | XI Cavaco Silva     |
| #                                        | Ministro adjunto e dos Assuntos Parlamentares (Nascimento–Morte)                      | Retrato | Início do mandato      | Fim do mandato         | Governo | Governo             |
| 6                                        | António Fernando Couto dos Santos (1949–2025)                                         |         | 31 de outubro de 1991  | 19 de março de 1992    |         | XII Cavaco Silva    |
| –                                        | Cargo inexistente                                                                     |         | 19 de março de 1992    | 25 de outubro de 1997  | ——      | ——                  |
| #                                        | Ministro dos Assuntos Parlamentares (Nascimento–Morte)                                | Retrato | Início do mandato      | Fim do mandato         | Governo | Governo             |
| 7                                        | António Luís Santos da Costa (1961–)                                                  |         | 25 de novembro de 1997 | 25 de outubro de 1999  |         | XIII Guterres       |
| –                                        | Cargo inexistente                                                                     |         | 25 de outubro de 1999  | 6 de abril de 2002     | ——      | ——                  |
| 8                                        | Luís Manuel Gonçalves Marques Mendes (1957–)                                          |         | 6 de abril de 2002     | 17 de julho de 2004    |         | XV Durão Barroso    |
| 9                                        | Rui Manuel Lobo Gomes da Silva (1958–)                                                |         | 17 de julho de 2004    | 24 de novembro de 2004 |         | XVI Santana Lopes   |
| –                                        | Cargo inexistente                                                                     |         | 24 de novembro de 2004 | 12 de março de 2005    | ——      | ——                  |
| 10                                       | Augusto Ernesto Santos Silva (1956–)                                                  |         | 12 de março de 2005    | 26 de outubro de 2009  |         | XVII Sócrates       |
| 11                                       | Jorge Lacão Costa (1954–)                                                             |         | 26 de outubro de 2009  | 21 de junho de 2011    |         | XVIII Sócrates      |
| #                                        | Ministro adjunto e dos Assuntos Parlamentares (Nascimento–Morte)                      | Retrato | Início do mandato      | Fim do mandato         | Governo | Governo             |
| 12                                       | Miguel Fernando Cassola de Miranda Relvas (1961–)                                     |         | 21 de junho de 2011    | 13 de abril de 2013    |         | XIX Passos Coelho   |
| #                                        | Ministro da Presidência e dos Assuntos Parlamentares (Nascimento–Morte)               | Retrato | Início do mandato      | Fim do mandato         |         | XIX Passos Coelho   |
| 13                                       | Luís Maria de Barros Serra Marques Guedes (1957–)                                     |         | 13 de abril de 2013    | 30 de outubro de 2015  |         | XIX Passos Coelho   |
| #                                        | Ministro dos Assuntos Parlamentares (Nascimento–Morte)                                | Retrato | Início do mandato      | Fim do mandato         | Governo | Governo             |
| 13                                       | Carlos Henrique da Costa Neves (1954–)                                                |         | 30 de outubro de 2015  | 26 de novembro de 2015 |         | XX Passos Coelho    |
| –                                        | Cargo inexistente                                                                     |         | 26 de novembro de 2015 | 30 de março de 2022    | ——      | ——                  |
| #                                        | Ministro adjunto e dos Assuntos Parlamentares (Nascimento–Morte)                      | Retrato | Início do mandato      | Fim do mandato         | Governo | Governo             |
| 14                                       | Ana Catarina Veiga Santos Mendonça Mendes (1973–)                                     |         | 30 de março de 2022    | 2 de abril de 2024     |         | XXIII Costa         |
| #                                        | Ministro dos Assuntos Parlamentares (Nascimento–Morte)                                | Retrato | Início do mandato      | Fim do mandato         | Governo | Governo             |
| 15                                       | Pedro Miguel de Azeredo Duarte (1973–)                                                |         | 2 de abril de 2024     | 5 de junho de 2025     |         | XXIV Montenegro     |
| 16                                       | Carlos Eduardo Almeida de Abreu Amorim (1963–)                                        |         | 5 de junho de 2025     | presente               |         | XXV Montenegro      |

### Lista de ministros dos Assuntos Parlamentares vivos
| Nome                    | Mandato(s) | Idade              |
| ----------------------- | ---------- | ------------------ |
| Marcelo Rebelo de Sousa | 1982–1983  | 76 anos e 176 dias |
| Fernando Nogueira       | 1985–1987  | 75 anos e 72 dias  |
| António Capucho         | 1987–1989  | 80 anos e 154 dias |
| Manuel Dias Loureiro    | 1989–1991  | 73 anos e 170 dias |
| António Costa           | 1997–1999  | 63 anos e 324 dias |
| Luís Marques Mendes     | 2002–2004  | 67 anos e 274 dias |
| Rui Gomes da Silva      | 2004       | 66 anos e 287 dias |
| Augusto Santos Silva    | 2005–2009  | 68 anos e 290 dias |
| Jorge Lacão             | 2009–2011  | 70 anos e 275 dias |
| Miguel Relvas           | 2011–2013  | 63 anos e 274 dias |
| Luís Marques Guedes     | 2013–2015  | 67 anos e 285 dias |
| Carlos Costa Neves      | 2015       | 70 anos e 355 dias |
| Ana Catarina Mendes     | 2022–2024  | 52 anos e 143 dias |
| Pedro Duarte            | 2024–2025  | 51 anos e 329 dias |
| Carlos Abreu Amorim     | 2025–      | 61 anos e 248 dias |